# 日本突腹蛛
日本突腹蛛（学名：Ero japonica）为拟态蛛科突腹蛛属的动物。分布于日本、朝鲜以及中国大陆的浙江等地。该物种的模式产地在日本。